# Дерибас, Осип Михайлович
Хосе́ де Ри́бас, Жузе́п де Ри́бас, в России — О́сип (Ио́сиф) Миха́йлович Дериба́с (исп. José de Ribas y Boyons; кат. Josep de Ribas i Boyons; 13 [24] сентября 1751 года (по другим данным 6 июня 1749 года), Неаполь, Неаполитанское королевство — 2 [14] декабря 1800 года, Санкт-Петербург, Российская империя) — испанский и российский военный и государственный деятель.

## Биография

### Рождение, детство, юность до поступления на русскую службу
Отец Хосе́ де Ри́баса (так звучит его имя по-русски на испанский манер) — испанец Мигель де Рибас-и-Буйонс, из знатного каталонского рода, дослужившийся в Неаполитанском королевстве до звания маршал (ум. 1774), мать — Маргарет Планкетт, из «благородной ирландской фамилии Дункан»:45. Дата рождения Хосе точно неизвестна. Историки сходились на том, что он родился в период между 1749 и 1754 годами. Энциклопедия «Отечественная история» приводит дату 6 июня 1749 года. Современные историки, по совокупности всех имеющихся данных, приходят к выводу, что датой рождения следует считать дату, отмечавшуюся в семье де Рибасов, о чём свидетельствуют найденные семейные документы — 13 сентября 1751 года:12. Хосе был хорошо образован, знал шесть языков (испанский, итальянский, латинский, английский, французский и немецкий; а позже к ним прибавился и русский). Ещё в отрочестве был зачислен в неаполитанскую гвардию — Самнитский пехотный полк в чине подпоручика.

### Поступление на русскую службу. Участие в Русско-турецкой войне 1768—1774 годов
Во второй половине 1769 года Джузеппе (а так его имя звучало по-итальянски) познакомился с командующим российской экспедицией Балтийского флота в Средиземном море — графом Алексеем Орловым во время пребывания последнего в Ливорно. Алексей Орлов, занимаясь в Ливорно вопросами снабжения и укомплектования экипажей русских кораблей, потрёпанных во время плавания вокруг Европы, предложил молодому человеку перейти на русскую службу. Джузеппе согласился и был принят в волонтёры флота. Возможно:10, именно тогда он впервые увеличил свой юный возраст, что впоследствии и привело к путанице с его датой рождения.
26 июня 1770 года участвовал в Чесменском сражении. Был членом команды одного из четырёх брандеров, которыми был подожжён и уничтожен турецкий флот. Во время стоянки русского флота в Ливорно после Чесменской битвы Алексей Орлов давал Джузеппе разнообразные поручения курьерского и дипломатического свойства. Способствовал установлению дипломатических отношений между Неаполитанским королевством и Российской империей, за что получил чин майора неаполитанских войск. В конце 1771 года впервые посетил Петербург с поручением от Алексея Орлова. Вернулся в Ливорно в начале 1772 года с поручением для Алексея Орлова от Екатерины Великой и Григория Орлова — вернуть в Россию их внебрачного сына — 10-летнего Алексея Бобринского, который учился в пансионе в Лейпциге. Алексей Орлов поручил это де Рибасу. В сопровождении де Рибаса А. Бобринский прибыл в Ливорно, где пробыл до начала 1774 года, и лишь затем отбыл в Петербург. За это время де Рибас сдружился с мальчиком. Факт знакомства с внебрачным сыном Екатерины, вне всякого сомнения:66, повлиял на будущую карьеру и судьбу Джузеппе де Рибаса.
Выполняя данное особое поручение, де Рибас оказался в Петербурге, где 9 марта 1774 года был принят на действительную российскую военную службу с понижением на один чин (как тогда было принято при приёме иностранцев) — в чине капитана под русским именем Иосиф (или Иосип) Михайлович:69.
К этому времени звезда Григория Орлова уже закатилась, у Екатерины появился новый фаворит — Григорий Потёмкин, поэтому рекомендательные письма от Алексея Орлова уже не могли произвести должного впечатления в Петербурге. Де Рибас отправился на юг в войска Румянцева — на продолжавшуюся русско-турецкую войну. 10 июня 1774 года участвовал в сражении при Козлуджи. В июле того же года участвовал в сражениях у Енки-Базара и Буланика.

### Участие в поисках княжны Таракановой и пребывание при дворе в Петербурге
По завершении турецкой кампании де Рибас отправился в отпуск к себе на родину, где в августе 1774 года он вновь встретился с Алексеем Орловым. Орлов, занятый поисками княжны Таракановой, решил повторно воспользоваться услугами расторопного Иосифа и поручил ему найти авантюристку. Выполняя поручение, де Рибас побывал во многих:20 городах Апеннинского полуострова, но Тараканову выследили и заманили в ловушку уже без него — в конце 1774 года он был вызван в Петербург на службу цензором (воспитателем) в шляхетном кадетском корпусе, на обучение в который был отдан Алексей Бобринский. Это назначение было вызвано, надо полагать, тем, что де Рибас был посвящён в тайну происхождения Бобринского и успешно выполнял подобные деликатные поручения в прошлом.
Отношения между Бобринским и де Рибасом к этому времени охладели. Из откровенного дневника Бобринского видно, что он разочаровался в своём воспитателе, который вёл разгульный образ жизни, при этом требуя от кадетов высоконравственного поведения.
Тогда же Иосиф познакомился со вторым человеком, оказавшим влияние на его последующую карьеру, — Иваном Ивановичем Бецким. Бецкой был президентом Императорской Академии художеств и попечителем всех учебных заведений Российской империи (а значит, и шляхетного корпуса). Кроме того, согласно распоряжению императрицы, он был опекуном Алексея Бобринского.
Служба в шляхетном корпусе и особое положение воспитателя внебрачного сына императрицы открыли де Рибасу двери ко двору; 21 апреля 1776 года он получил чин майора. 27 мая 1776 года де Рибас женился на Анастасии Ивановне Соколовой, камер-фрейлине императрицы и внебрачной дочери Бецкого. На свадьбе присутствовали Екатерина, Григорий Потёмкин и наследник Павел.
2 февраля 1777 года:98 у Иосифа де Рибаса родился внебрачный сын Иосиф Саби́р (слово «Рибас» наоборот), а уже в мае того же года родилась дочь Софья.
21 августа 1779 года императрица Екатерина наградила де Рибаса одним из двух переданных ей великим магистром Мальтийского ордена орденов Суверенного военного гостеприимного ордена Святого Иоанна, Иерусалима, Родоса и Мальты, а 22 сентября 1779 года он получил чин подполковника. В октябре того же года у него родилась вторая дочь — Екатерина, названная так в честь императрицы, которая принимала её роды в качестве повивальной бабки.
В 1782 году кадет Бобринский окончил своё обучение в шляхетном корпусе, тем самым завершилась и воспитательная работа де Рибаса. Он отправился в отпуск к себе на родину, из которого возвратился, побывав во многих европейских странах, в начале 1783 года.

### Участие в русско-турецкой войне 1787—1791 годов
Весной 1783 года де Рибас по собственному желанию отправился на юг в распоряжение Григория Потёмкина, имея при себе собственноручно написанный план реформы Черноморского флота. Потёмкин обратил внимание на деятельного офицера и оставил его при себе. В это время де Рибас выполнял личные поручения Потёмкина.
Принимал участие в так называемых мирных походах на Крым под командою А. де Бальмена, в результате которых Крым был присоединён к Российской империи, а также подготовке таврического вояжа Екатерины II. Франсиско Миранда, бывший в Симферополе в январе 1787 года во время подготовки к Таврическому вояжу Екатерины II, писал: «Выехал [из Херсона] в десять часов вечера вместе с князем Потёмкиным, принцем Нассау и г-ном Киселевым; во второй карете следовали г-н Чертков, генерал Румянцев, Рибас и г-н Лазарев… <…> мы с Рибасом совершили прогулку по саду, во время которой он убеждал меня, что русские — незрелая нация, наподобие плодов, коим приходится дозревать в оранжерее».
22 мая 1785 года назначен командиром новообразованного Мариупольского легкоконного полка и переименован в армейские полковники. Полк входил в Кременчугскую дивизию (а она в Екатеринославскую армию), которой с 1786 года командовал Суворов. Хотя де Рибас был не при полке, а находился при штабе Потёмкина дежурным бригадиром, между ним и Суворовым установились многолетние приятельские отношения, что подтверждается многочисленными обоюдными письмами.
В первой половине 1787 года произведён в чин бригадира. 12 сентября 1787 года началась война с Турцией, которая стремилась вернуть себе Крым, признать Грузию своим вассалом и контролировать русские суда в Черноморских проливах. Одной из первейших задач турецкой армии было уничтожение русского флота и главной кораблестроительной верфи в Херсоне. Де Рибасу поручено командовать маленькой флотилией канонерских лодок. Они представляли собой беспалубные вёсельные (на 10—14 вёсел) баркасы, вооружение которых состояло в единственной носовой пушке. Летом 1788 года, в попытке прорваться к верфям, турецкий флот вошёл в Днепровский лиман — началось так называемое «лиманское сражение». Несмотря на болезнь (приступ ревматической лихорадки), 7 июня 1788 года де Рибас весьма деятельно командовал своей флотилией. Турецкий флот в лимане был разгромлен, а за это дело де Рибас 23 июня 1788 года был награждён Орденом Св. Владимира 3-го класса.
7 ноября 1788 года де Рибас отличился при взятии укреплённого острова Березань, когда его канонерские баркасы поддержали своим огнём десант черноморских казаков, чем обеспечили успех дела. Захват острова обеспечил полную блокаду Очакова, что позволило в скором времени захватить его, завершив многомесячную тяжёлую осаду. После этого в кампании наступила зимняя пауза, и де Рибас в свите Потёмкина отбыл в Петербург, где «покорителей Очакова» ожидали небывалые торжества, а в начале 1789 года был произведён в генерал-майоры.
Одним из составляющих общего успеха ведения войны было достижение господства на море. Русский Черноморский парусный флот (ещё называемый Севастопольским) базировался в Крыму, но его морские корабли с большой осадкой не могли вести боевые действия в мелководной прибрежной полосе, устьях рек и лиманах. Русский галерный или, иначе говоря, гребной флот только строился на верфях возле Херсона и не мог на равных сражаться с многочисленным турецким гребным флотом. Де Рибасу пришла мысль поднять затопленные в боях прошлогодней кампании турецкие галеры и лансоны, что было одобрено Потёмкиным, а на практике поручено черноморским казакам. Идея оказалась выполнимой, и черноморский гребной флот быстро пополнялся турецкими судами, поднятыми со дна лиманов.
В конце июля того же года Потёмкин назначил де Рибаса командующим отдельным отрядом — «авангардом» — армии Гудовича. Командуя этим отрядом, 14 сентября 1789 года де Рибас взял штурмом укреплённый замок Гаджибей, за что 3 октября 1789 года награждён Орденом Св. Владимира 2-го класса и орденом Св. Георгия 3-го класса и повышен в должности — 30 сентября 1789 года принял командование Днепровской гребной флотилией (позже переименованной в Черноморскую гребную флотилию), которая участвовала во взятии Аккермана. 4 ноября 1789 года его гребная флотилия приняла участие во взятии Бендер. Зима 1789—1790 и весна 1790 года прошли в приёмке новых гребных кораблей и подготовке умножившейся флотилии к боевым действиям в устье Дуная. 28 августа 1790 года принял участие в морском сражении у мыса Тендра.
7 ноября 1790 года де Рибас взял дунайскую крепость Тулчу, а 13 ноября 1790 года — Исакчу. Кроме захвата этих турецких опорных пунктов, закрывающих вход в Дунай со стороны моря, его флотилия, совместно с флотилией черноморских казаков, а также посаженные на лансоны десантные войска (которыми командовал его брат Эммануил), уничтожили значительную часть турецкого дунайского флота (всего около 200 кораблей), захватили пушки, обширные склады по берегам Дуная с продовольствием и военным снаряжением, затрудняя снабжение осаждённого русскими Измаила. За это 20 декабря 1790 года награждён орденом Св. Георгия 2-го класса по личному распоряжению императрицы.
20 ноября 1790 года истребил остатки турецкого флота (еще до ста судов), укрывавшегося под стенами Измаила, овладев противолежащим измаильской крепости островом Сулин и разместив на нём артиллерийские батареи. Де Рибас составил план штурма Измаила, одобренный Суворовым. Во время штурма 11 декабря 1790 года был начальником самой большой (десантной) колонны, наступавшей со стороны реки на наименее укреплённые — приречные — стены крепости. Уже в городе де Рибас бесстрашно вёл переговоры с турками, прятавшимися в укреплённых домах — ханах, принуждая обороняющихся сдаваться. И ему же довелось принять и капитуляцию всего города от губернатора паши Мемеда.
За личное участие во взятии Измаила Суворов называл де Рибаса не иначе как «дунайским Героем», а Екатерина 25 марта 1791 года наградила его шпагой с бриллиантами и имением с 800 крестьянами в Полоцкой (Могилёвской) губернии потомственно.
В 1791 году продолжил боевые действия на Дунае. 29 марта 1791 года занял редут на острове Канцефан, против Галаца. 31 марта 1791 года участвовал в сражении под Браиловым. 28 июня 1791 года участвовал в сражении при Мачине.
В числе трёх представителей с российской стороны 29 декабря 1791 года подписал Ясский мирный договор. За успешное ведение переговоров с турками при заключении мира 18 марта 1792 года был награждён орденом Святого Александра Невского. После подписания мира увёл гребную флотилию на базу в Николаев. 22 ноября 1792 года переименован из генерал-майора в контр-адмирала. Николаев его не привлекал из-за строгих порядков закрытого военного города. Кроме того, Дерибас постоянно интриговал против тогдашнего командующего Черноморским флотом адмирала Мордвинова. Дерибас обратился к князю Потемкину с предложением отстроить крепость Гаджибей. А точнее, сделать на ее месте большой портовый город. Первые чертежи Одессы появились именно в Николаеве в доме на Наваринской. Пока Одесса строилась, Дерибас жил в нашем городе. Здесь он вынашивал замысел, чтобы перенести из Николаева в Одессу, где он чувствовал себя свободно и имел власть, руководство Черноморским флотом. Однако Потемкин ему отказал. Адмирал Мордвинов отстоял Николаев.
В этот период де Рибас, по поручению Суворова, составил общий план завоевания Константинополя, разработал инструкцию для создания и обучения десантных войск.

### Одесса
По заключении с Портой мира Россия не пришла в успокоение. Многие факты указывали на то, что Турция восстанавливала захваченные русскими, но возвращённые Турции по его условиям, крепости по Дунаю, спешно строила новый флот. Для охраны новой русско-турецкой границы, пролегавшей по Днестру, было решено построить Днестровскую оборонительную линию и держать де Рибасову гребную флотилию, так хорошо зарекомендовавшую себя в войне на Дунае, в постоянной готовности. Россия также желала основать во вновь приобретённых землях порт — военный и купеческий (для развития торговли).
Строительство оборонительной линии началось летом 1793 года. Общее наблюдение за её постройкой было поручено Суворову, а за постройкой Хаджибейской крепости — де Рибасу. Крепости строил брабантский инженер де Воллан, служивший главным военным инженером в армии Суворова. Хаджибейскую крепость начали возводить 10 июня 1793 года.
При выборе места базирования гребной флотилии руководствовались тем, что держать её в одном из Днепровских портов было бы слишком далеко от театра возможных военных действий. Поиски удобного и безопасного места стоянки для неё были поручены летом того же года де Рибасу и инженерам де Воллану и Андрею Шостаку. Выяснилось, что более удобного рейда, чем Хаджибейский залив, на всём побережье от Днепра до Днестра не найти, о чём де Рибас и представил доклад Екатеринославскому и Таврическому генерал-губернатору князю Зубову (который благоволил к де Рибасу), вместе с ходатайством о устроении порта на месте Хаджибея и планы обоих, составленные де Волланом. Причём планам де Рибаса пришлось вступить в конфликт с планами вице-адмирала Мордвинова, который ходатайствовал об устроении порта, но в районе Очакова. Пребывая всю зиму при дворе в Петербурге, де Рибас деятельно занимался продвижением своего хаджибейского проекта, и в конце концов ему удалось убедить Екатерину. Был утверждён его проект основания порта и города, но в лице Мордвинова де Рибас приобрёл себе сильного недоброжелателя.
Хаджибей в самом начале 1795 года был переименован в Одессу.
2 сентября 1793 года де Рибас произведён в вице-адмиралы. В первых числах мая 1794 года в Хаджибей начали прибывать полки для гребного флота. 27 мая 1794 года последовали рескрипты Екатерины II об устроении Хаджибея — де Рибас назначался главным устроителем порта и города. В июне того же года де Рибас был назначен и армейским начальником — шефом расквартированного в Хаджибее Черноморского гренадерского корпуса, то есть стал одновременно флотским, армейским и гражданским начальником в Хаджибее. Основание нового города было торжественно отмечено 22 августа 1794 года закладкой фундаментов главных зданий.
Де Рибас усердно занимался строительством вверенных ему порта и города, которое велось во многом силами его гребной флотилии. К концу 1795 года многие важные работы были приведены к окончанию. Была, в основном, закончена крепость (императорский штандарт был поднят 22 сентября 1795 года), построена верфь, малый жете. Зародилась международная торговля. В рескрипте от 4 декабря 1795 года на имя Зубова императрица, выражая благодарность строителям, отмечала:

…особливо Вице-Адмиралу де Рибасу, на попечении которого лежит главная часть тамошних крепостных и порта Одесского строений и который, усердием своим к службе Нашей, наиболее способствует к успешному течению оных…
На зимы де Рибас отбывал в Петербург к семье, возвращаясь в Одессу в начале лета. В последние годы царствования Екатерины де Рибас входил в число ближайших приближённых императрицы. Биограф Екатерины Валишевский писал:

В будни к столу ея Величества приглашалось человек двенадцать <…>, а позже, в последние годы царствования, генерал-адъютант Пассек, граф Строганов, фрейлина Протасова, вице-адмирал де Рибас <…>, Тутомлин <…>, граф Эстергази и маркиз Ламбер.
В этот период возникли слухи, исходящие от Мордвинова и Ростопчина о, якобы, невероятных кражах де Рибасом средств, отпускаемых правительством на постройку порта и города. Знаменитая фраза Ростопчина: «То, что крадёт один только де Рибас, превышает 500 000 рублей в год», конечно же, не соответствовала действительности — хотя Екатерина и утвердила пятилетние расходы на строительство в размере почти двух миллионов рублей, однако за 3 года с момента начала строительства, до отстранения де Рибаса, было потрачено около 400 000 рублей, да и де Рибас в частной переписке того времени постоянно жаловался на стеснённость в средствах.
6 ноября 1796 года скончалась Екатерина II.

### От воцарения Павла I и до кончины
С воцарением Павла многое изменилось. Патрон де Рибаса, князь Зубов, был уволен от должности. 26 декабря 1796 года упразднена «Комиссия строения южных крепостей и Одесского порта», 18 декабря 1797 года Павел уволил де Рибаса с должности командующего Черноморским гребным флотом, назначив на его место контр-адмирала Пустошкина с приказанием произвести ревизию флота и строения порта и города. 10 января 1797 года де Рибас выехал из Одессы в Петербург по распоряжению Павла. Всё говорило о том, что карьера де Рибаса, как и многих других любимцев Екатерины, завершена (к тому же рапорты Пустошкина указывали на деградацию флота и малый прогресс в строительстве порта и города). Тем не менее, вопреки ожиданиям опалы, уже 9 февраля 1797 года де Рибас был зачислен в Адмиралтейств-коллегию по Высочайшему указу.
2 января 1798 года назначен генерал-кригскомиссаром. В этой должности занимался сокращением казённых расходов на закупку провианта, в частности, производил закупки продовольствия напрямую у помещиков в регионах через командированных комиссионеров, а не у посредников и перекупщиков. Казалось, что Павел доволен де Рибасом и его карьера шла в гору: 8 мая 1799 года де Рибас произведён в полные адмиралы, 7 сентября 1799 года повелением Павла он назначен управляющим лесным департаментом (в этой должности де Рибас занялся заготовкой и разведением корабельных лесов, путешествуя по местам лесозаготовок; по его докладу по берегам рек стали высаживать дубовые рощи для нужд адмиралтейства), 3 декабря 1799 года награждён командорским орденом Св. Иоанна Иерусалимского.
Но 1 марта 1800 года его неожиданно отстранили от службы. Причиной называли злоупотребления в лесных доходах. Но опала, как это часто бывало в период царствования Павла, сменилась новыми милостями — уже 30 октября 1800 года он был вновь восстановлен на службе. Ему поручено составить план реконструкции укреплений Кронштадта. А 12 ноября 1800 года назначен «докладывать по делам адмиралтейств-коллегии его Императорскому Величеству», то есть де Рибас становится и. о. «морского министра», на время болезни президента Кушелева.
Опала могла спровоцировать де Рибаса к действиям против императора. Есть свидетельства современников, что де Рибас был одним из активных организаторов заговора против Павла и даже рекомендовал заговорщикам прибегнуть к «традиционным итальянским средствам — к яду и кинжалу». Но императорские милости к де Рибасу в последний месяц его жизни могли изменить его отношение к Павлу и насторожить заговорщиков, которые опасались, что де Рибас, фактически ставший президентом адмиралтейств-коллегии и осыпанный прочими знаками расположения императора, может передумать и погубить их, выдав Павлу. Де Рибас неожиданно тяжело заболел. Существует гипотеза, что он был отравлен графом Паленом, находившимся у постели больного в ночь смерти адмирала, следя за тем, чтобы больной в беспамятстве не выдал заговорщиков.
Де Рибас скончался в пятом часу утра 2 декабря 1800 года в чине полного адмирала, в званиях лесного министра и исправляющего должность морского министра. Хотя статутом ордена Св. Иоанна Иерусалимского предусматривалось, что местом погребения всех его кавалеров будет Каменный остров, де Рибас был похоронен на Смоленском лютеранском кладбище. Надпись на могильной плите гласит:
Адмирал Иосиф де Рибас, Российских орденов Александра Невского, победоносного Георгия, св. Равноапостольного князя Владимира 2 классов кавалер и св. Иоанна Иерусалимского командор, 1750—1800

## Любопытные факты
- Знаменитый советский чекист, комиссар государственной безопасности 1-го ранга Терентий Дерибас (или как он сам писал свою фамилию на малороссийский манер — Дери-бас) родственником Иосифа Михайловича не был, а происходил из потомков крепостных крестьян деревни Иосифа де Рибаса в Херсонской губернии — Дерибасовки[17]:107—111.
- Могила Иосифа Михайловича на Смоленском лютеранском кладбище в Ленинграде была осквернена весной 1989 года. Воры, очевидно, в поисках ценностей, ночью разрыли могилу, разбросав её содержимое и повредив могильную плиту. Усилиями неравнодушных людей к концу того же года могила была восстановлена в прежнем виде[18]:101—102.
- В 2005—2006 годах одесские городские власти вели переговоры с городскими властями Санкт-Петербурга о переносе могилы Иосифа де Рибаса в Одессу, однако российская сторона не дала своего согласия вновь тревожить прах покойного[19].
- В первой трети XIX века одна из слободок (так называемых порядков) города Пенза на берегу реки Суры в память об О. М. Дерибасе обрела название Дербасовский Порядок.

## Де Рибас и Одесса
Именем де Рибаса названа главная улица Одессы — Дерибасовская. Первоначальное название Дерибасовской — итал. La strada Ribas — по расположению дома де Рибаса, в котором затем жил его брат, Феликс де Рибас.
Первое изваяние Иосифа де Рибаса в Одессе появилось в 1900 году, когда был открыт памятник Екатерине Великой. Памятник представлял собой гранитную колонну, на которой стояла императрица, а у подножия колонны с четырёх сторон стояли её бронзовые сподвижники, стараниями которых и возникла Одесса, — Григорий Потёмкин, Платон Зубов, Франц де Воллан и Иосиф де Рибас. В первый одесский советский первомай 1920 года трудящиеся вышли на субботник — и памятник был уничтожен. Однако фигуры сподвижников не были утрачены, а хранились в историко-краеведческом музее. В 2007 году памятник Екатерине, являющийся точной копией оригинала, с фигурой де Рибаса, каким мы его знаем по портрету Лампи — в мундире морского ведомства, со звёздами Св. Владимира, Св. Георгия и Св. Александра Невского (снизу вверх) на груди — был восстановлен.
В день двухсотлетия Одессы — 2 сентября 1994 года — Иосифу Михайловичу был открыт бронзовый памятник в самом начале Дерибасовской улицы. Чтобы подчеркнуть первостроительную миссию де Рибаса, одесский скульптор Александр Князик изобразил молодого человека с лопатой в одной руке и развёрнутым планом города в другой.
- Памятники в Одессе
- Оригинальная бронзовая скульптура де Рибаса работы Бориса Эдуардса во внутреннем дворике Одесского краеведческого музея
- Бронзовая скульптура адмирала в составе монументальной композиции восстановленного памятника Екатерине Великой в Одессе
- Памятник Иосифу де Рибасу, установленный к двухсотлетнему юбилею Одессы

## В культуре

### В литературе
- Участие де Рибаса во взятии Измаила описано Байроном в поэме «Дон Жуан».
- Иосиф Михайлович мелькает на страницах романа Пикуля «Фаворит».
- В романе Юрия Трусова «Хаджибей» упомянут проходимец — иностранец — казнокрад де Рибас, которому противопоставляется истинный русский патриот Суворов.
- А в романе Алексея Сурилова «Адмирал Де-Рибас» 1993 года главный герой, наоборот, представлен личностью чуть ли не идеальной.
- Эдвард Радзинский в своём романе 2003 года «Княжна Тараканова» выводит де Рибаса в основные герои романа.
- Наиболее верно, с биографической точки зрения, изображён герой романа писателя Родиона Феденеева «Де-Рибас» 1994 года. Этот роман вполне можно полагать наиболее полным и близким к документальному произведением о жизни адмирала.
- В публикации Михаила Ханджея «Одесса и Дерибас» 2013 года главный герой представлен с другой стороны, как вор и коррупционер.

### В кинематографе
- Владимир Ерёмин («Царская охота», СССР, 1990, режиссёр — Виталий Мельников).
- Борис Хвошнянский («Бедный, бедный Павел», Россия, 2003, режиссёр — Виталий Мельников).
- Виталий Егоров ("Александр I", Россия, 2025).

## Семья и потомки
У Иосифа де Рибаса было две сестры и трое братьев. Сёстры всю жизнь прожили в Неаполе. Все братья — Эммануил, Андрей и Феликс — уехали вместе с Иосифом в Россию и поступили на русскую службу.
- Эммануил был соратником Иосифа в турецкой кампании 1788—1791 годов, потерял правую руку при осаде Очакова, но продолжал воевать с протезом и умер в 1791 году по взятии Измаила, от многочисленных ран.
- Феликс де Рибас поселился в Одессе. Знаменит тем, что это он подарил городу в 1806 году участок земли, ставший первым городским садом, ныне занимающим угол Преображенской, Дерибасовской и Га́ванной улиц. Его внук Александр де Рибас написал культовую для любителей одесской старины книгу «Старая Одесса. Исторические очерки и воспоминания».
- Иосиф де Рибас был женат на Анастаси́и Ива́новне Соколо́вой (1741—1822), внебрачной дочери Ивана Ивановича Бецкого. У них родились две дочери (крёстной которых была сама императрица).
  - Со́фья (ум. 1827), фрейлина, стала женой князя Михаила Михайловича Долгорукова (1790—1841), а её внучка, то есть правнучка Иосипа Михайловича — Екатерина Долгорукова стала морганатической супругой императора Александра II.
  - Екатери́на (1779—1852), фрейлина императрицы Марии Фёдоровны, супруга И. С. Горголи.

У де Рибаса был внебрачный сын — генерал-майор корпуса инженеров путей сообщения Ио́сиф Ио́сифович Саби́р (1777—1864), был женат на Любови Сергеевне Яковлевой (1797—1856), внучке миллионера С. Я. Яковлева. То, что отцом Сабира был именно Иосиф Михайлович, сомнений не вызывает. Это было подтверждено на Высочайшем уровне — в 1914 году потомки Сабира указом государя Николая II обрели право на ношение фамилии Сабир-де-Рибас:97.